# Vol Pakistan International Airlines 740
Le vol Pakistan International Airlines 740 était un vol régulier assuré par un Boeing 707 de la compagnie pakistanaise Pakistan International Airlines au départ l'aéroport international Roi-Abdelaziz. Le 26 novembre 1979, le Boeing 707 s'écrase dans une zone montagneuse peu après son décollage de Djeddah après qu'un feu s'est déclaré en cabine. Un incendie en vol dans la zone de cabine a par son intensité et son extension rapide entraîné la panique parmi les passagers et l’apparition de fumée dans le cockpit. L'avion, qui se rendait à Karachi, transportait 156 personnes; aucune n'a survécu. L'origine du feu n'a jamais été établie avec certitude.